# Psaliodes clathrata
Psaliodes clathrata là một loài bướm đêm trong họ Geometridae.